# Sabujo-da-bósnia
A sabujo-da-bósnia[Nota] (em bósnio: bosanski ostrodlaki gonic barak), também chamado sabujo-da-bósnia-de-pelo-duro, é um cão caçador de pelagem altamente impermeável, capaz de suportar as baixas temperaturas do clima montanhoso da Bósnia. Sua pelagem dura e áspera ainda oferece proteção contra certos elementos, como a água. De adestramento considerado não muito fácil, tem o temperamento classificado como calmo, o que o qualifica como bom animal de estimação para famílias, já que é tolerante com crianças e participativo nas atividades. Podendo atingir os 24 kg, é bom ainda como cão de guarda.